# تیری پپونه
تیری پپونه (انگلیسی: Thierry Peponnet؛ زادهٔ ۷ سپتامبر ۱۹۵۹) قایقران اهل فرانسه است.